# Rainer Bernickel
Rainer Bernickel (* 1946) ist ein deutscher Polizeibeamter i.R. und Verkehrssicherheitsberater.

## Werdegang
Bernickel war von 1972 bis 2006 bei der Autobahnpolizei in Münster eingesetzt, zuletzt im Rang eines Polizeihauptkommissars. Von 1999 bis 2006 war er als Berater für die Sicherheit im Straßenverkehr tätig. Im Januar 2007 trat er in den Ruhestand.
Er ist Begründer zahlreicher Einrichtungen für Fernfahrer, wie der Fernfahrerstammtische, die zunächst in Nordrhein-Westfalen, später in ganz Deutschland und heute in Europa stattfinden. Federführend begleitet er als Initiator die europaweite Initiative DocStop zur gesundheitlichen Versorgung von Berufskraftfahrern.
2014 erhielt Rainer Bernickel zusammen mit Joachim Fehrenkötter den vom DVV-Verlag verliehenen „Leo“ als Mensch des Jahres für sein ehrenamtliches Engagement rund um DocStop.

## Ehrungen
- 2010: Verdienstkreuz am Bande der Bundesrepublik Deutschland
- 2013  Deutscher Arbeitsschutzpreis für die Gründung von ++DocStop für Europäer e.V.++
- 2014: „Leo“ als Mensch des Jahres, verliehen vom DVV-Verlag

## Schriften
- Sicher unterwegs. Verkehrstipps von A-Z. Vogel, München 2006, ISBN 3-574-26063-6.
- Autobahn Ruf 110. VGS-Heclam Verlag, Senden (Westf.) 2010, ISBN 978-3-931153-69-4.
- Praxishandbuch Berufskraftfahrer. INNOVA, Ulm 2018 (Ratgeber kann direkt beim Verlag bestellt werden).